# Estadi Michel d'Ornano
L'Estadi Michel d'Ornano és un estadi d'usos múltiples de Caen, França. En l'actualitat es fa servir sobretot per als partits de futbol i és l'estadi de l'Stade Malherbe Caen. És el nom del polític francès Michel d'Ornano, expresident regional de Baixa Normandia.
L'estadi va ser construït el 1993 per reemplaçar a l'Stade de Venoix, i té una capacitat de 21.500 persones.

## Partits internacionals
La Selecció de futbol de França va jugar dues vegades en aquest estadi:
- França 3 - 1  Rússia (28 de juliol de 1993)
- França 2 - 0  Israel (15 de novembre de 1995)

França va jugar en aquest estadi durant la classificació per l'Eurocopa Sub-21 de 2007:
- França 1 - 1  Israel (7 d'octubre de 2006)

La Selecció de futbol Sub-19 de França va jugar en aquest estadi durant el Campionat Europeu de la UEFA Sub-19 de 2010:
- França 4 - 1  Països Baixos (18 de juliol de 2010)
- França 2 - 1  Croàcia (27 de juliol de 2010)
- França 2 - 1  Espanya (30 de juliol de 2010)

Durant la preparació per la Copa Mundial de Futbol de 1998, la Selecció de futbol d'Anglaterra va jugar un partit amistós contra l'Stade Malherbe Caen:
- Stade Malherbe Caen 0 - 1  Anglaterra (9 de juny de 1998)

## Assistències
La mitjana d'assistència depèn en gran manera dels resultats de l'Stade Malherbe Caen. Els partits que es juguen regularment s'esgoten quan el club juga en la Ligue 1, i l'assistència mitjana és del voltant de 10.000 quan aquest equip competeix en la segona divisió.
El rècord d'assistència a l'Stade d'Ornano va ser de 20.972 espectadors, per a un partit contra l'Olympique de Marsella el 2004.